# Funghi lichenicoli
Un fungo lichenicolo è un fungo parassita che vive come ospite solo sul lichene.
Un fungo lichenicolo non è lo stesso fungo che costituisce il lichene, quest'ultimo indicato come fungo lichenizzato. Comunemente sono specifici, come ospiti, per un dato lichene, ma includono anche un'ampia gamma di funghi patogeni, saprotrofi e commensali. Si stima che esistano circa 3.000 specie di funghi lichenicoli. Ne sono già state descritte più di 1.800 specie tra Ascomycota e Basidiomycota. Più del 95% dei funghi lichenicoli sinora descritti sono ascomiceti, comprendenti 7 classi e 19 ordini. Anche se i basidiomiceti rappresentano meno del 5% delle specie di funghi lichenicoli, questi includono 4 classi e 8 ordini. Molte specie lichenicole, a partire dal 2003, devono ancora vedere assegnata una posizione filogenetica.